# Courtney Thompson
Courtney Lynn Thompson, född 4 november 1984 i Bellevue i Washington, är en amerikansk volleybollspelare. Thompson blev olympisk silvermedaljör i volleyboll vid sommarspelen 2012 i London.